# Gekko boehmei
Gekko boehmei es una especie de gecos de la familia Gekkonidae.

## Distribución geográfica yhábitat
Es endémica del centro de Laos. Su rango altitudinal oscila alrededor de 196 m s. n. m..